# Hypotaenidia
Hypotaenidia is een geslacht van vogels uit de familie van de rallen (Rallidae). 
In dit geslacht zijn een aantal in historische tijden uitgestorven soorten. De vogels zijn verspreid over het Australaziatische deel van de Grote Oceaan. Een opvallend kenmerk is dat de soorten vrij gemakkelijk diverse kleine, ver afgelegen eilanden koloniseerden en daarna evolueerden tot vogelsoorten die het vliegvermogen kwijt raakten. Dit maakte deze soorten kwetsbaar voor uitsterven toen de mens op de eilanden verscheen.

## Soorten
Het geslacht telt twaalf soorten waarvan vier zijn uitgestorven:
- Hypotaenidia insignis  – New-Britainral
- Hypotaenidia okinawae  – Okinawaral
- Hypotaenidia owstoni  – Guamral
- Hypotaenidia philippensis  – Geelbandral
- Hypotaenidia rovianae  – Rovianaral
- Hypotaenidia sylvestris  – Lord-Howeral
- Hypotaenidia torquata  – Zebraral
- Hypotaenidia woodfordi  – Woodfords ral

### Uitgestorven
- † Hypotaenidia dieffenbachii  – Dieffenbachs ral
- † Hypotaenidia pacifica  – Tahitiral
- † Hypotaenidia poeciloptera  – Fijiral
- † Hypotaenidia wakensis  – Wakeral